# Volcano (Havaí)
Volcano é uma Região censo-designada localizada no estado americano de Havaí, no Condado de Havaí.

## Demografia
Segundo o censo americano de 2000, a sua população era de 2231 habitantes.

## Geografia
De acordo com o United States Census Bureau tem uma área de
146,8 km², dos quais 146,8 km² cobertos por terra e 0,0 km² cobertos por água. Volcano localiza-se a aproximadamente 1143 m acima do nível do mar.

## Localidades na vizinhança
O diagrama seguinte representa as localidades num raio de 24 km ao redor de Volcano.